# ქ
Kani (asomtavruli Ⴕ, nuskuri ⴕ, mkhedruli ქ, mtavruli Ქ) là chữ cái thứ 25 trong bảng chữ cái Gruzia.
Trong hệ thống chữ số Gruzia, ქ có giá trị là 600.
ქ thường đại diện cho âm tắc vòm mềm vô thanh Lỗi Lua trong Mô_đun:IPA tại dòng 52: invalid option '%T' to 'format'., giống như cách phát âm của ⟨k⟩ trong "king".

## Chữ cái
| asomtavruli | nuskuri | mkhedruli |
| ----------- | ------- | --------- |
|             |         |           |

## Mã hóa máy tính
| asomtavruli | nuskuri | mkhedruli |
| ----------- | ------- | --------- |
| U+10B5      | U+2D15  | U+10E5    |

## Chữ nổi
| mkhedruli |
| --------- |
|           |